# Agonium Rupes
L'Agonium Rupes è una struttura geologica della superficie di 4 Vesta.